# Håvard Flo
Håvard Flo (* 4. April 1970 in Stryn) ist ein ehemaliger norwegischer Fußballspieler.

## Karriere

### Verein
Håvard Flo begann seine Karriere beim Stryn IL, bevor er 1999 in die B-Jugend des Songdal IL wechselte. Dort startete er 1990 seine aktive Profikarriere in der Tippeligaen, der höchsten norwegischen Spielklasse. Mit dem Verein stieg er im Jahre 1993 in die Adeccoligaen ab, allerdings im Folgejahr sogleich wieder auf. Es folgte ein Wechsel in die dänische Superliga, wo Flo für drei Spielzeiten für Aarhus GF auflief, bevor er 1996 von Werder Bremen verpflichtet wurde. Im Anschluss an ein zweijähriges Engagement bei den Wolverhampton Wanderers in der Football League Championship zog es Flo 2001 schließlich zurück zu Sogndal Fotball in die Tippeligaen, wo er in den folgenden sieben Jahren über 150 Spiele absolvierte – ab 2005 nach einem erneuten Abstieg jedoch wieder in der zweiten Liga. Seine beiden letzten Spiele waren die Relegationspartien gegen den Tabellenvorletzten der ersten Liga, Aalesunds FK, im November 2008. Sogndal verlor im Hinspiel 1:4 und im Rückspiel 1:3, wobei Flo das einzige Auswärtstor erzielte und auch von den gegnerischen Fans Applaus erhielt. Anschließend beendete er seine aktive Karriere, bevor er in der Saison 2010 sein Comeback feierte. Nachdem der nun 40-Jährige in 21 Spielen noch zwei Tore erzielte, beendete Flo seine Karriere im November 2010 endgültig.

### Nationalmannschaft
Zwischen 1996 und 2004 trat Flo 26 Mal für die Nationalmannschaft seines Heimatlandes an. Unter anderem absolvierte er vier Spiele bei der Fußball-Weltmeisterschaft 1998 und erzielte dabei ein Tor.

### Als Trainer / Manager
Håvard Flo ist seit 2010 im Management von Sogndal IL aktiv und seit 2011 Co-Trainer des Vereins. Er trainiert zudem zusammen mit Sebastian Kaldestad die U-18 Lokal Landesauswahl des Kreises Sogn og Fjordane.

## Privates
Er ist der Cousin der Fußballspieler Jostein Flo, Tore André Flo und Jarle Flo sowie der Onkel von Per-Egil Flo.

## Erfolge
- 1996: Landspokalturneringen
- 1999: DFB-Pokal